# Невоенизированные формирования
Невоенизированные формирования гражданской обороны — группы людей, сформированные согласно штату (в отряды, команды, группы, бригады, дружины, звенья, посты, расчеты, колонны), оснащенные специальной техникой и имуществом, обученные ведению аварийно-спасательных и других неотложных работ в очагах поражения. 
Невоеннизированные формирования входят в состав РСЧС (Единой государственной системы предупреждения и ликвидации чрезвычайных ситуаций) РФ. В число этих формирований входят аварийно-спасательные службы, создаваемые в рамках деятельности некоторых российских гражданских министерств. Также такие формирования создаются на конкретных предприятиях.
Невоенизированные формирования делятся на группы:
- по подчиненности:

1. территориальные — создаются на территории области, города, района и подчиняются соответствующим начальникам гражданской обороны. Предназначаются для ведения работ на наиболее важных объектах самостоятельно или совместно с объектовыми формированиями.
2. объектовые — создаются на объектах экономики и подчиняются их руководителям. Предназначаются для ведения аварийно-спасательных и других неотложных работ на своих объектах.

- по предназначению

1. формирования общего назначения — представляют собой отряды (команды, группы и т. п.), предназначенные для ведения спасательных работ в очагах поражения, районах стихийных бедствий, аварий и катастроф.
2. специальные формирования — предназначены для выполнения конкретных мероприятий при проведении аварийно-спасательных и других неотложных работ (ведение разведки, оказание медицинской помощи, локализация и тушение пожаров, проведение противорадиационных и противохимических мероприятий и т. д.), а также для усиления, в случае необходимости, формирований общего назначения и всестороннего обеспечения их действий при выполнении задач в очагах поражения и в зонах катастрофического затопления. Специальными являются формирования разведки, связи, медицинское, противопожарное, инженерное, аварийно-техническое, материального обеспечения, технического обеспечения, защиты сельскохозяйственных растений, защиты сельскохозяйственных животных, автомобильное и т. д.

- по срокам готовности

1. формирования повышенной готовности — должны быть готовы к работе не позднее, чем через 6 часов после наступления чрезвычайной ситуации.
2. формирования повседневной готовности должны быть готовы к работе не позднее, чем через 24 часа после наступления чрезвычайной ситуации.